# Agroécosystème
Un agroécosystème, agrosystème ou écosystème cultivé, est un écosystème, terrestre ou aquatique, modifié par l’homme afin d'exploiter une part des ressources biologiques qu'il produit, généralement à des fins alimentaires. Mais on trouve aussi des agroécosystèmes dont le but est de cultiver des produits non alimentaires, comme les biocarburants.

## Sciences
Il s'agit de l'objet d'étude de l'agroécologie en tant que discipline scientifique. Il est dans ce cas arbitrairement défini comme un ensemble agricole fonctionnellement et spatialement cohérent, incluant ses composantes vivantes et non-vivantes ainsi que leurs interactions.
Contrairement aux écosystèmes naturels, une partie de la matière organique étant récoltée par l'homme, le recyclage de la matière dans un agroécosystème est incomplet.